# Helicostylis
Helicostylis es un género con unas 18 especies de plantas con flores pertenecientes a la familia  Moraceae.

## Especies seleccionadas
- Helicostylis affinis Miq.
- Helicostylis asperifolia Ducke
- Helicostylis bolivarensis Pittier
- Helicostylis duckei A.D.Hawkes
- Helicostylis elegans (J.F.Macbr.) C.C.Berg
- Helicostylis heterotricha Ducke
- Helicostylis lancifolia Ducke
- Helicostylis latifolia Pittier
- Helicostylis montana Pittier
- Helicostylis obtusifolia Standl. ex Gleason
- Helicostylis pedunculata Benoist
- Helicostylis podogyne Ducke
- Helicostylis poeppigiana Trécul
- Helicostylis scabra (J.F.Macbr.) C.C.Berg
- Helicostylis tomentosa Rusby
- Helicostylis tovarensis (Klotzsch & Karsten) C.C.Berg
- Helicostylis turbinata C.C.Berg
- Helicostylis urophylla Standl.